# Unchain My Heart (песня)
«Unchain My Heart» — песня, первым исполнителем которой был Рей Чарльз. Его сингл с ней вышел в 1961 году и достиг 1 места в ритм-н-блюзовом чарте американского журнала «Билборд».
С тех пор песня исполнялась и записывалась очень многими артистами. В 1987 году песню перепел Джо Кокер. Его версия стала хитом, и сейчас она, вероятно, самая известная из всех.

## Версия Рея Чарльза
Музыкальный сайт AllMusic уловил в основе этой блюзовой песни босса-нову.
Также сайт отмечает свинговый ритм и типичный для госпела кол-энд-респонс (прим.: бэк-вокалистки вторят певцу, как бы отвечая ему).
По общему ощущению песня похожа на некоторые другие песни Рея Чарльза того периода, в частности «One Mint Julep».